# Église Saint-Étienne-le-Dépenné
Pour les articles homonymes, voir Église Saint-Étienne et Saint-Étienne (homonymie).
L’église Saint-Étienne-le-Dépenné est un ancien édifice de culte catholique situé rue Gaudrée à Metz près de l’église Saint-Maximin.

## Contexte
Les paroisses Saint-Maximin et Saint-Eucaire sont attestées dans le quartier Outre-Seille dès le VIIIe siècle.
L’ecclesia Sancti Stephani est citée au début du XIIe siècle et devient une paroisse après 1190. Les bans de tréfonds mentionnent aussi une ruelle « Saint Estenne lou depaney » en 1245.

## Construction et aménagements
L’édifice est dédié au pape Étienne Ier et la mention « le Dépenné » fait allusion à son martyre qui était représenté dans le bas-relief ornant le tympan de la porte d’entrée de l’église jusqu’à la Révolution. Une façade aux solides contreforts laisse voir trois fenêtres gothiques. La nef, les piliers et contreforts datent des XIVe siècle et XVe siècle. D’après les pouillés du diocèse, l’église possède au XVIe siècle deux autres autels dédiés à saint Thomas et saint Nicolas, outre celui dédié à saint Étienne. Une représentation du clocher de l’église est visible sur une gravure d’Israël Silvestre de 1667.

## Affectations successives

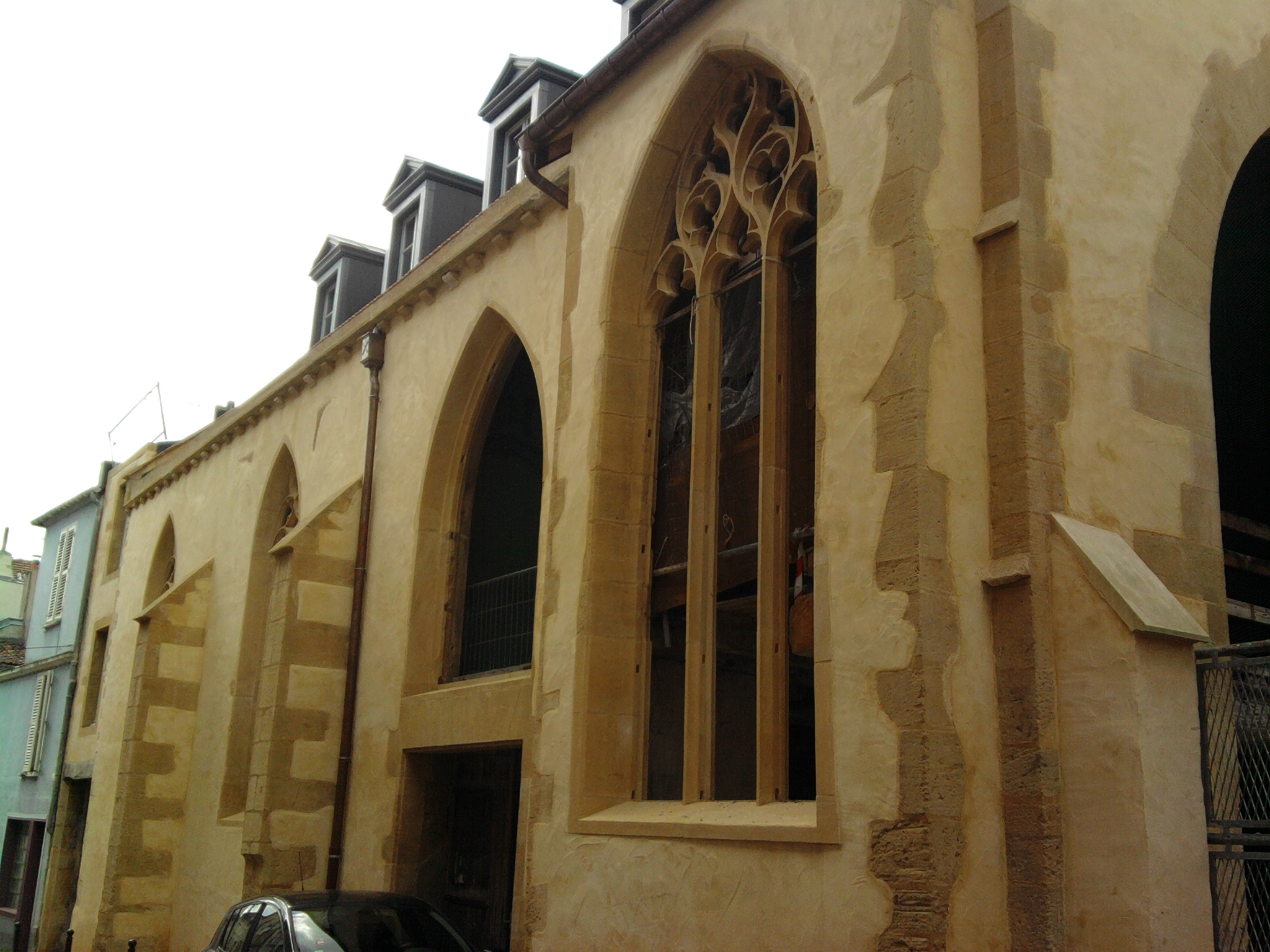
L'édifice en 2012, au cours de sa restauration

Après la Révolution, l'église n’est plus affectée au culte. La paroisse est réunie à celle de Saint-Maximin en 1791.
L’église est vendue[Quand ?], démolie en partie en 1807, le chevet en 1872, transformée en entrepôt, et adjoint d’une habitation. La nef a été transformée en habitation et en magasin à bière.
La façade sur rue fait l’objet d’un classement au titre des monuments historiques depuis le 24 mars 1928, tandis que la nef fait l’objet d’une inscription au titre des monuments historiques depuis le 30 octobre 1989.
Une stèle funéraire gallo-romaine est encastrée dans un des contreforts de l'édifice. Cette dernière représente la silhouette d'un homme debout.

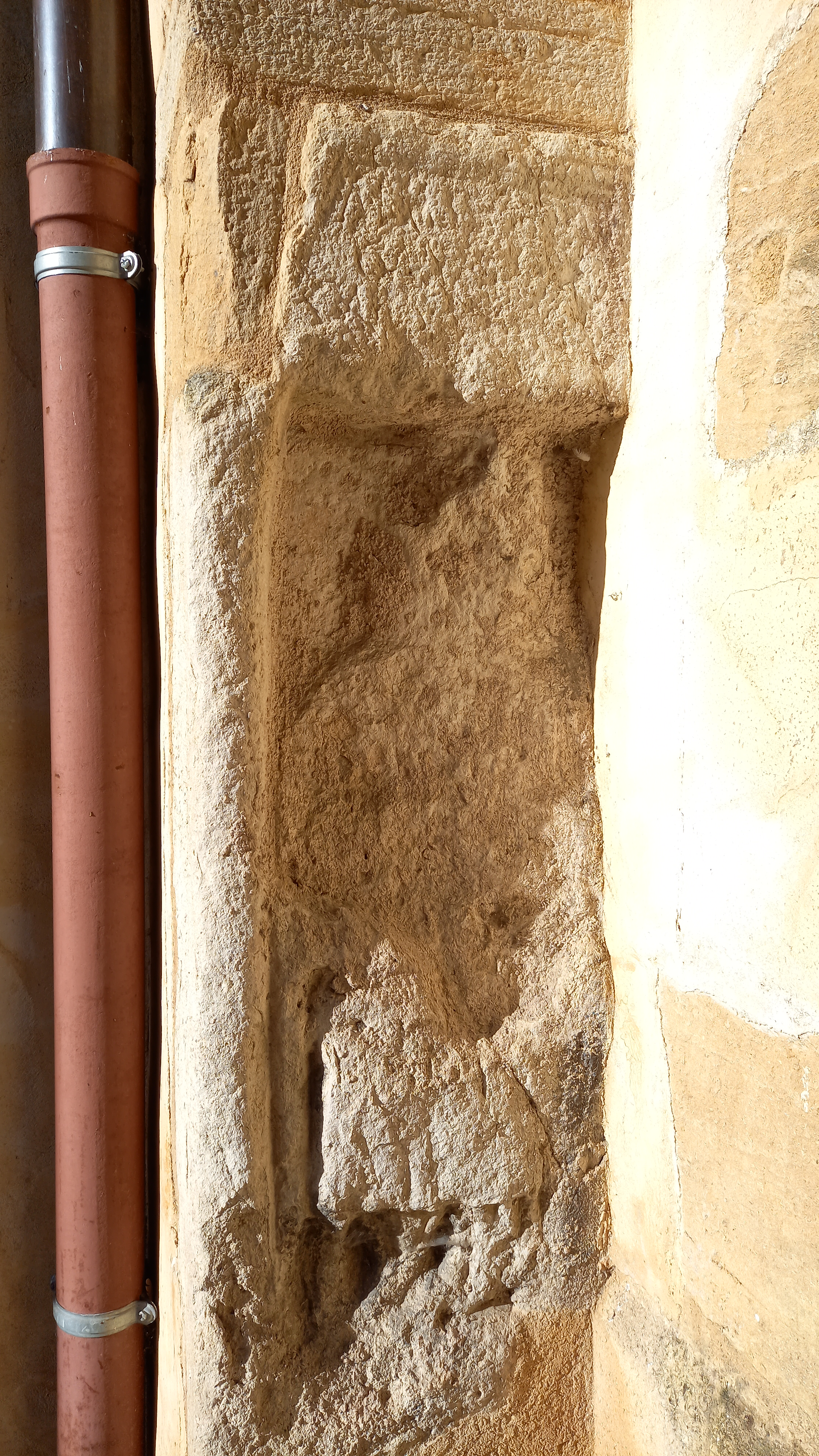
Stèle gallo-romaine encastrée dans un contrefort de l'église